# Ljungjordfly
Ljungjordfly (Lycophotia porphyrea) är en fjärilsart som beskrevs av Michael Denis och Ignaz Schiffermüller 1775. Ljungjordfly ingår i släktet Lycophotia och familjen nattflyn. Arten är reproducerande i Sverige. Inga underarter finns listade i Catalogue of Life.

## Bildgalleri

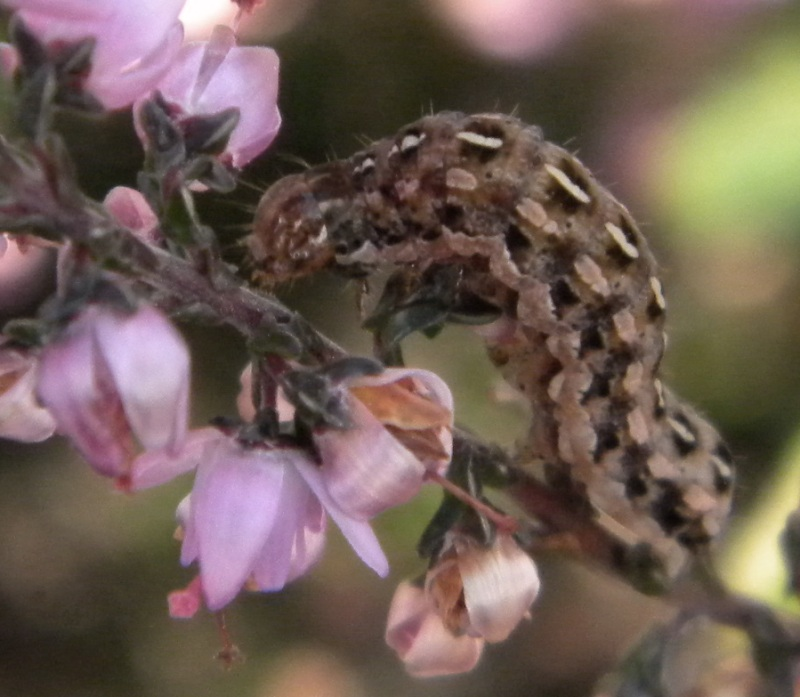